# Januarius Schwab

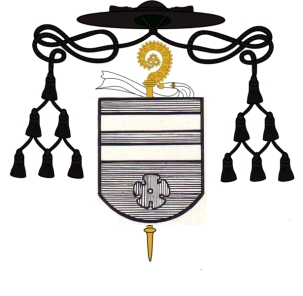
Das Wappen des Abtes Januarius Schwab

Januarius Schwab (bürgerlicher Name Georg Jakob Schwab; * 4. Mai 1668 in Gerolzhofen; † 31. Mai 1742) war von 1717 bis 1742 Abt des Benediktinerklosters in Münsterschwarzach.

## Münsterschwarzach vor Schwab
Die Abtei Münsterschwarzach konnte vor dem Amtsantritt des Abtes Januarius Schwab bereits auf eine neunhundertjährige Geschichte zurückschauen. Dieses lange Bestehen wurde im Jahr 1715 auch mit einem Festakt gefeiert, bei dem mehrere Festredner die Abtei und ihren Konvent ehrten. Zuvor hatte die Mainabtei schwere Zeiten überwinden müssen. Nach dem Dreißigjährigen Krieg mussten die Klostergebäude erneuert werden und das Kloster selbst entschuldet werden.
Unter Abt Augustin Voit stattete man die Kirche des Klosters neu aus, gleichzeitig begann wiederum Unterricht in der klostereigenen Hochschule. Während Voits Amtszeit wurde auch ein neuer Gästebau und ein Konventsbau errichtet, die beide den Barock zitierten. Erst unter Schwabs direktem Vorgänger Abt Bernhard Reyder, wurde weiteres geplant: Johann Dientzenhofer entwarf ein Gesamtkonzept für das Kloster, in dem auch ein Neubau der Kirche vorgesehen war.

## Leben

### Frühe Jahre
Januarius Schwab wurde am 4. Oktober 1668 im unterfränkischen Gerolzhofen geboren. Zwei Tage später, am 6. Oktober, wurde er auf den Namen Georg Jakob getauft. Über seine Eltern ist nur wenig bekannt: Beide waren Bürger der Landstadt Gerolzhofen und hießen Georg Jakob (d. Ä.) und Margarete Schwab. Die Schulzeit des jungen Januarius wird in den Quellen nicht erwähnt, erst mit dem Beginn seines Studiums tauchte Schwab wiederum auf.
Er immatrikulierte sich im Jahr 1686 an der Universität Würzburg, um ein Studium der Philosophie zu beginnen. Dieses schloss er einige Jahre später mit der Erwerbung des Bakkalaureats ab, daneben hatte Schwab den philosophischen Doktorgrad erworben. Daraufhin trat er am 29. August 1690 in die Abtei Münsterschwarzach ein, um eine kirchliche Laufbahn zu beginnen. Er legte am 9. September 1691 sein Gelübde ab und widmete sich wiederum philosophischen Studien in der Klosterhochschule.
Gleichzeitig durchlief Januarius seine Weihestufen. Am 7. März 1693 wurde er Subdiakon, am 19. Dezember 1693 Diakon. Zum Priester weihte man ihn am 18. Dezember 1694, wobei er erst am 2. Januar 1695 seine Primiz in der Münsterschwarzacher Klosterkirche feiern konnte. Die folgenden zwei Jahre widmete er wiederum der Vertiefung seines Studiums an der Würzburger Universität, wobei er sich nun auf die theologischen und kirchenrechtlichen Fragestellungen konzentrierte.
Daraufhin stieg er auch innerhalb der Klosterhierarchie schnell auf. Im Jahr 1698 ist Schwab als Novizenmeister überliefert, es folgte von 1699 bis 1700 das Amt des Subpriors, wo er erstmals mit der Klosterverwaltung in Berührung kam. 1700 wurde Schwab Kanzleidirektor. Neun Jahre später ernannte man ihn dann zum Prior, ein Amt, das er von 1709 bis 1714 bekleidete. Um auch seelsorgerische Aufgaben zu übernehmen, ging Schwab 1714 bis 1717 ins Klosterdorf Stadelschwarzach und wurde hier Pfarrer.

### Als Abt

Das Abtswappen, umgeben vom Wappen des Klosters

Nach dem Tod des Abtes Bernhard Reyder zu Beginn des Jahres 1717 wurde eine Abtswahl angesetzt. Sie fand am 1. April 1717 statt und brachte vormittags zwischen acht und zehn Uhr Januarius Schwab als neuen Klostervorsteher hervor. Seine Konfirmation empfing er am Dienstag, den 4. Mai 1717. Am Sonntag nach Kiliani, dem 11. Juli 1717, wurde Schwab in Münsterschwarzach vom Weihbischof Johann Bernhard Mayer unter Assistenz dreier Würzburger Äbte benediziert.
Das Kloster blühte auch unter dem neuen Abt. Einziges Problem war das fehlende Gesamtkonzept, das die neuen Klosterbauten erhalten sollten. Im Jahr 1718 fertigte der Würzburger Joseph Greissing einen Plan, wie die Klosterkirche neu auszugestalten wäre. Kurz darauf, am 8. März 1718 riss man die alte Egbert-Basilika nieder. Bis 1726 wurde eine repräsentative, barocke Klosteranlage errichtet, die mit ihrem Aufbau an die Tischanordnung der römischen Gastmähler, dem sogenannten Triclinium erinnerte.
Greising verstarb allerdings 1721 bereits, sodass der Bau von anderen Architekten fortgeführt werden musste. Die Klosterkirche wollte man jedoch nun einem jungen Baumeister überlassen, den man mit dem Schüler Greising, Balthasar Neumann aus Eger, auch fand. Am 17. Juni 1727 fand die Grundsteinlegung für die neue Abteikirche statt. Fürstbischof Christoph Franz von Hutten setzte den ersten Spatenstich und die Bauarbeiten begannen.
Diese sollten sich die gesamte Amtszeit des Abtes Januarius Schwab hinziehen. Eine Erweiterung der geplanten Kirchenkuppel, verzögerte die Fertigstellung abermals, sodass Schwab sein Professjubiläum am 12. November 1741 in der noch unfertigen Kirche feiern musste. Er erlebte die endgültige Fertigstellung des Gotteshauses nicht mehr, sondern starb am 31. Mai 1742 gegen neun Uhr abends. Seine Beerdigung fand am 5. Juni 1742 statt.

## Wappen
Das Wappen des Abtes findet sich heute auf mehreren Altären in den ehemaligen Klosterdörfern. Dies ist auf die Erneuerung der Kirchenausstattung unter Schwabs Nachfolgern zurückzuführen. Beschreibung: In Blau über einer roten Rose zwei silberne Balken. Am Hochaltar in Reupelsdorf finden sich Balken und Rose in Gold gehalten. Daneben ist eine Variante auf einer Glocke in Stadtschwarzach zu finden. Außerdem erhielt Schwab das Wappen auf einem Kupferstich zu seiner 50-jährigen Profess gereicht.